# Gomphandra pseudojavanica
Gomphandra pseudojavanica är en järneksväxtart som beskrevs av Herman Otto Sleumer. Gomphandra pseudojavanica ingår i släktet Gomphandra och familjen Stemonuraceae. Inga underarter finns listade i Catalogue of Life.